# Glaurocara glauca
Glaurocara glauca là một loài ruồi trong họ Tachinidae.